# Distrito electoral de Baldwin
Baldwin (en inglés: Baldwin Precinct) es un distrito electoral ubicado en el condado de Randolph en el estado estadounidense de Illinois. En el Censo de 2010 tenía una población de 879 habitantes y una densidad poblacional de 7,92 personas por km².

## Geografía
Baldwin se encuentra ubicado en las coordenadas 38°10′31″N 89°49′44″O / 38.17528, -89.82889. Según la Oficina del Censo de los Estados Unidos, Baldwin tiene una superficie total de 111.01 km², de la cual 102.97 km² corresponden a tierra firme y (7.24%) 8.04 km² es agua.

## Demografía
Según el censo de 2010, había 879 personas residiendo en Baldwin. La densidad de población era de 7,92 hab./km². De los 879 habitantes, Baldwin estaba compuesto por el 97.38% blancos, el 0.91% eran afroamericanos, el 0% eran amerindios, el 0.23% eran asiáticos, el 0% eran isleños del Pacífico, el 0.11% eran de otras razas y el 1.37% pertenecían a dos o más razas. Del total de la población el 0.91% eran hispanos o latinos de cualquier raza.